# Dan Jensen (Eishockeyspieler, 1969)
Dan Jensen (* 16. Januar 1969 in Richmond Hill, Ontario) ist ein ehemaliger kanadisch-dänischer Eishockeyspieler, der den Großteil seiner Karriere bei den Herning Blue Fox in der dänischen AL-Bank Ligaen aktiv war. Sein Sohn Nicklas ist ebenfalls ein professioneller Eishockeyspieler. 

## Karriere
Dan Jensen wuchs in Kanada als Sohn dänischer Eltern auf, weshalb er auch beide Staatsbürgerschaften besitzt. Seine Eishockeykarriere startete er bei den Peterborough Petes in der Ontario Hockey League, einer der großen Juniorenligen in Kanada. In seinem dritten Jahr wechselte er innerhalb der OHL zu den Guelph Platers, wo er die Saison 1988/89 zu Ende spielte. Da er zu diesem Zeitpunkt keine Chancen auf einen Vertrag im Seniorenbereich in Nordamerika sah, wechselte der rechtsschießende Verteidiger im Sommer 1989 in das Heimatland seiner Eltern und schloss sich dem Erstligisten AaB Ishockey an. Nach einem Jahr in Aalborg erhielt Jensen ein Angebot vom Spitzenklub Herning IK, welches er annahm. Gleich in seinen ersten beiden Spielzeiten beim HIK holte er mit dem Verein jeweils die dänische Meisterschaft. Jensen spielte noch weitere 13 Jahre in Herning, wobei sieben weitere Titelgewinne folgten. Er wurde insgesamt sechs Mal punktbester Verteidiger der Saison und ist bis heute der punktbeste Verteidiger der Ligageschichte. 2005 beendete Jensen seine aktive Karriere.
Seit seinem Karriereende als Spieler war Jensen sporadisch als Trainer für den dänischen Eishockeyverband tätig. So betreute er die U18-Junioren-Nationalmannschaft bei der U18-Junioren-Weltmeisterschaft 2007.

### International
Jensen vertrat Dänemark bei insgesamt zehn Weltmeisterschaften. Bei seiner achten Weltmeisterschaft der Division I 2002 gelang ihm mit dem Nationalteam der Aufstieg in die Top-Division. In den beiden Folgejahren spielte er jeweils bei den A-Weltmeisterschaften, ehe er 2004 den Rücktritt aus der Nationalmannschaft bekanntgab.

## Erfolge und Auszeichnungen
| - 1991 Dänischer Meister mit den Herning Blue Fox - 1991 Dänischer Pokalsieger mit den Herning Blue Fox - 1992 Dänischer Meister mit den Herning Blue Fox - 1994 Dänischer Meister mit den Herning Blue Fox - 1994 Dänischer Pokalsieger mit den Herning Blue Fox - 1995 Dänischer Meister mit den Herning Blue Fox - 1996 Dänischer Pokalsieger mit den Herning Blue Fox | - 1997 Dänischer Meister mit den Herning Blue Fox - 1998 Dänischer Meister mit den Herning Blue Fox - 1998 Dänischer Pokalsieger mit den Herning Blue Fox - 2001 Dänischer Meister mit den Herning Blue Fox - 2003 Dänischer Meister mit den Herning Blue Fox - 2005 Dänischer Meister mit den Herning Blue Fox |

### International
- 2002 Aufstieg in die Top-Division bei der Weltmeisterschaft der Division I

## Karrierestatistik

### International
Vertrat Dänemark bei:
| - B-Weltmeisterschaft 1993 - B-Weltmeisterschaft 1994 - B-Weltmeisterschaft 1995 - B-Weltmeisterschaft 1996 - B-Weltmeisterschaft 1998 | - B-Weltmeisterschaft 1999 - B-Weltmeisterschaft 2000 - Weltmeisterschaft der Division I 2002 - Weltmeisterschaft 2003 - Weltmeisterschaft 2004 |

| Jahr          | Team          | Veranstaltung |    | Sp | T  | V  | Pkt | SM |
| ------------- | ------------- | ------------- | -- | -- | -- | -- | --- | -- |
| 1993          | Dänemark      | B-WM          | 7  | 0  | 2  | 2  | 12  |    |
| 1994          | Dänemark      | B-WM          | 7  | 0  | 1  | 1  | 12  |    |
| 1995          | Dänemark      | B-WM          | 7  | 3  | 2  | 5  | 8   |    |
| 1996          | Dänemark      | B-WM          | 7  | 0  | 1  | 1  | 14  |    |
| 1998          | Dänemark      | B-WM          | 7  | 0  | 0  | 0  | 18  |    |
| 1999          | Dänemark      | B-WM          | 7  | 0  | 2  | 2  | 28  |    |
| 2000          | Dänemark      | B-WM          | 7  | 1  | 6  | 7  | 10  |    |
| 2002          | Dänemark      | WM Div. I     | 5  | 0  | 4  | 4  | 10  |    |
| 2003          | Dänemark      | WM            | 6  | 1  | 0  | 1  | 8   |    |
| 2004          | Dänemark      | WM            | 6  | 1  | 1  | 2  | 8   |    |
| Herren gesamt | Herren gesamt | Herren gesamt | 66 | 6  | 19 | 25 | 128 |    |

(Legende zur Spielerstatistik: Sp oder GP = absolvierte Spiele; T oder G = erzielte Tore; V oder A = erzielte Assists; Pkt oder Pts = erzielte Scorerpunkte; SM oder PIM = erhaltene Strafminuten; +/− = Plus/Minus-Bilanz; PP = erzielte Überzahltore; SH = erzielte Unterzahltore; GW = erzielte Siegtore; 1 Play-downs/Relegation; Kursiv: Statistik nicht vollständig)